# NGC 7060
NGC 7060 (również PGC 66732) – galaktyka spiralna z poprzeczką (SBa), znajdująca się w gwiazdozbiorze Mikroskopu. Odkrył ją John Herschel 2 września 1836 roku.